# Nordtoppen
Der Nordtoppen (norwegisch für Nordgipfel) ist ein 1100 m hoher Nunatak im ostantarktischen Königin-Maud-Land. Im Gebirge Sør Rondane ragt er 26 km nördlich der Austkampane auf.
Norwegische Kartografen, die den Nunatak auch benannten, kartierten ihn 1946 anhand von Luftaufnahmen der Lars-Christensen-Expedition 1936/37 und 1957 mittels ebensolcher der US-amerikanischen Operation Highjump (1946–1947).